# All Right
"All Right" é uma canção escrita e gravada pelo cantor e compositor estadounidense Christopher Cross. Foi lançada em janeiro de 1983 como o primeiro single do álbum Another Page. A canção foi apresentada em uma metragem dos bloopers da NBA, durante a temporada 1982-1983.

## Paradas
| Parada (1983)                                  | Posição |
| ---------------------------------------------- | ------- |
| Bélgica (Ultratop 50 de Flandres)              | 15      |
| Canada Top Singles (RPM)                       | 13      |
| O campo songid é OBRIGATÓRIO PARA PARADA ALEMÃ | 23      |
| Ireland (IRMA)                                 | 14      |
| Italy (FIMI)                                   | 13      |
| Países Baixos (Dutch Top 40)                   | 16      |
| Nova Zelândia (Recorded Music NZ)              | 44      |
| Noruega (VG-lista)                             | 5       |
| Spain (AFYVE)                                  | 4       |
| Suíça (Schweizer Hitparade)                    | 5       |
| UK Singles (The Official Charts Company)       | 51      |
| U.S. Billboard Hot Adult Contemporary Tracks   | 3       |
| U.S. Billboard Hot 100                         | 12      |